# ديكوي ويليامز
ديكوي ويليامز (بالإنجليزية: Dicoy Williams)‏ (7 أكتوبر 1986 بكينغستون في جامايكا - ) هو لاعب كرة قدم جامايكي في مركز قلب الدفاع. شارك مع منتخب جامايكا لكرة القدم. أما مع النوادي، فقد لعب مع نادي تورونتو ونادي هاربور فيو وأرنيت جاردنز.

## روابط خارجية
- ديكوي ويليامز على موقع الدوري الأمريكي (الإنجليزية)
- ديكوي ويليامز على موقع قاعدة بيانات كرة القدم.إي يو (الإنجليزية)
- ديكوي ويليامز على موقع ناشيونال فوتبول تيمز (الإنجليزية)
- ديكوي ويليامز على موقع عالم كرة القدم.نت (الإنجليزية)